# هارفي جاي ليفين
هارفي جاي ليفين (بالإنجليزية: Harvey J. Levin)‏ هو اقتصادي أمريكي، ولد في 1 يوليو 1924 في نيويورك في الولايات المتحدة، وتوفي في 30 أبريل 1992.